# Sandra Medina
Sandra Solblomma Roswita Medina, född 9 december 1979 i Vantörs församling, Stockholm, är en svensk skådespelare, dansare och koreograf. Som skådespelare är hon känd för sin medverkan i TV-serien Spung från 2002 till 2003. Hon har även medverkat i kortfilmerna Rewind från 2003 och Sportstugan 2005, i den schweiziska fantasyfilmen I was a Swiss Banker från 2007, och i dramaserien Mannen under trappan från 2009.

## Biografi
Sandra Medina är utbildad vid Kungliga Svenska Balettskolan 1985 till 1993 och Teaterhögskolan i Stockholm 2008 till 2009. Hon tog masterexamen från Dans- och cirkushögskolan (DOCH) 2013.
Som dansare tävlade hon 1993 i svenska finalen till Eurovisionstävlingen för unga dansare. Hon har frilansat vid Östgötabaletten, Skånes Dansteater, i Kompani Raande-Vo, på Dansens hus och på Moderna Dansteatern. Hon driver gruppen BastardProduktion tillsammans med andra scenartister.
Sandra Medina har varit verksam som skådespelerska i olika frigrupper och frilansat vid olika institutioner, bland annat Teater Tribunalen, Riksteatern, Cirkus Cirkör, Stockholms Stadsteater, Gotsunda teater, Västmanlands teater och Unga Klara. 

## Teater

### Roller (ej komplett)
| År   | Roll                 | Produktion                                                                            | Regi                 | Teater                                      |
| ---- | -------------------- | ------------------------------------------------------------------------------------- | -------------------- | ------------------------------------------- |
| 2001 | Sofi                 | En dåres anteckningar (Записки сумасшедшего, Zapiski sumasshedshevo) Nikolaj Gogol    | Petra Berg-Holbek    | Stockholms stadsteater                      |
| 2015 | Brevbäraren          | Paraplyerna i Cherbourg (Les Parapluies de Cherbourg) Jacques Demy och Michel Legrand | Alexander Mørk-Eidem | Kulturhuset Stadsteatern                    |
| 2016 | Denise               | Lampedusa Anders Lustgarten                                                           | Dritëro Kasapi       | Kulturhuset Stadsteatern                    |
| 2019 | Nunzia Cerullo       | Min fantastiska väninna (L'Amica geniale) Elena Ferrante                              | Maria Sid            | Kulturhuset Stadsteatern/ Årsta Folkets hus |
| 2022 | Ellen Beate Victoria | Kulla-Gulla Martha Sandwall-Bergström                                                 | Maria Sid            | Kulturhuset Stadsteatern                    |